# مهرجان جميلة الدولي (الجزائر)
مهرجان جميلة الدولي أو مهرجان جميلة العربي سابقا هو أحد أهم المهرجانات الغنائية في الجزائر، يشارك فيه عدة فنانين من من مختلف مشاهير الفن الجزائري والعربي.